# Newport (Nebraska)
Pour les articles homonymes, voir Newport.
Newport est un village du comté de Rock dans l’État du Nebraska aux États-Unis.
En 2010, sa population était de 97 habitants.

## Source
- (en) Cet article est partiellement ou en totalité issu de l’article de Wikipédia en anglais intitulé « Newport, Nebraska » (voir la liste des auteurs).